# 25364 Allisonbaas
25364 Allisonbaas este un asteroid din centura principală de asteroizi.

## Descriere
25364 Allisonbaas este un asteroid din centura principală de asteroizi. A fost descoperit pe 3 octombrie 1999 la Socorro, New Mexico, în cadrul proiectului LINEAR. Asteroidul prezintă o orbită caracterizată de o semiaxă mare de 2,49 ua, o excentricitate de 0,12 și o înclinație de 1,1° în raport cu ecliptica.